# Mandalay Pictures
Mandalay Pictures es un estudio cinematográfico estadounidense y una subsidiaria de Mandalay Entertainment, fundada el 27 de mayo de 1995 por Peter Guber, quien anteriormente dirigió Sony Pictures Entertainment y The Guber-Peters Company. Posteriormente, el estudio firmó un acuerdo con Sony Pictures Entertainment, que lanzó sus películas a través de Columbia y TriStar Pictures. En 1997-2002 Mandalay perteneció a Lionsgate.
Estudio es el propietario de la división de producción cinematográfica independiente de Mandalay Vision (anteriormente Mandalay Independent Pictures).

## Películas
- The Fan (1996)
- Donnie Brasco (1997)
- La colonia (1997)
- Siete años en el Tíbet (1997)
- I Know What You Did Last Summer (1997)
- Medidas desesperadas (1998)
- Wild Things (1998)
- Los miserables. La leyenda nunca muere (1998)
- Baila conmigo (1998)
- I Still Know What You Did Last Summer (1998)
- Gloria (1999)
- The Deep End of the Ocean (1999)
- Sleepy Hollow (1999)
- Enemy at the Gates (2001)
- The Score (2001)
- Serving Sara (2002)
- Beyond Borders (2003)
- The Jacket (2005)
- Into the Blue (2005)
- Never Back Down (2008)
- The Kids Are All Right (2010)
- Vanishing on 7th Street (2011)
- Soul Surfer (2011)
- Bernie (2011)
- Cuernos (2013)
- Las voces (2014)
- Un equipo legendario (2014)
- Lugares oscuros (2015)
- The Birth of a Nation (2016)
- Mark Felt: The Man Who Brought Down the White House (2017)
- Paul, Apostle of Christ (2018)
- Nine Days (2020)
- Brazen (2022)
- Big George Foreman (2023)